# Stenocopia longicaudata
Stenocopia longicaudata är en kräftdjursart som först beskrevs av T. Scott 1892.  Stenocopia longicaudata ingår i släktet Stenocopia och familjen Ameiridae. Arten är reproducerande i Sverige. Inga underarter finns listade i Catalogue of Life.